# Wilmer Flores
Wilmer Alejandro Flores Garcia (* 6. August 1991 in Valencia, Carabobo) ist ein venezolanischer Baseballspieler in der Major League Baseball. Der Shortstop, der gelegentlich auch als Second Baseman spielt, stand seit seinem 16. Geburtstag bis zum Abschluss der Saison 2018 bei den New York Mets unter Vertrag. Derzeit spielt er für die San Francisco Giants.

## Karriere

### Minor Leagues
Wilmer Flores unterschrieb 2007 an seinem 16. Geburtstag seinen ersten Vertrag bei den New York Mets und spielte im Jahre 2008 zuerst in der Rookie League bei den Kingsport Mets und anschließend Short Season A bei den Brooklyn Cyclones, sowie auf Single-A Niveau bei den Savannah Sand Gnats.
2009 spielte Flores die komplette Saison bei den Sand Gnats und erzielte in 125 Partien 129 Hits und beendete die Saison mit einem Batting Average von .264. Zudem wurde er zum All-Star Futures Game 2009 eingeladen, einem seit 1999 ausgetragenen Freundschaftsspiel mit den vielversprechendsten Perspektivspielern der Minor Leagues.
Nach einer weiteren halben Saison bei den Sand Gnats in Savannah wurde Flores im Juni 2010 zu den St. Lucie Mets, dem High-A-Farmteam berufen. Dort absolvierte er 2010 noch 67 Spiele. In der Saison 2011 kam Flores zu 129 Einsätzen für St. Lucie in der Regular Season und hatte dank starker Leistungen großen Anteil daran, dass das Team erstmals seit 2006 wieder ihre Division für sich entscheiden konnte. Auch in der Spielzeit 2012 war Flores zuerst noch bei den St. Lucie Mets aktiv. Beim All-Star Spiel der Florida State League wurde Flores zum wertvollsten Spieler gewählt, nachdem er einen Run und drei RBI zum Erfolg der South All-Stars beisteuerte. Noch während der Saison 2012 wurde Flores zu den Binghamton Mets auf AA-Niveau befördert. Dort überzeugte er in 66 Spielen mit einem sehr guten Schlagdurchschnitt von 31,1 % und 33 RBI.
Die Saison 2013 startete Flores dann bei den Las Vegas 51s, womit er die höchste Klasse der MiLB erreicht hatte. Bei den 51s absolvierte er 107 Partien, erzielte 15 Home Runs und verbesserte erneut seinen Batting Average auf .321.  Anfang August 2013 wurde Wilmer Flores dann erstmals in den Major League Kader der Mets berufen.

### Major League
Flores debütierte am 6. August 2013 beim 3:2-Sieg gegen die Colorado Rockies. Seiner ersten zwei Hits, sein erstes Double und seinen ersten Run erzielte er einen Tag später, ebenfalls gegen die Rockies. Im sechsten Spiel am 11. August auswärts bei den Diamondbacks erzielte er seinen ersten Major League Home Run. Er beendete die Saison mit 27 Einsätzen und einem Batting Average von .211. Er brachte es auf 20 Hits, 13 RBI und erzielte acht Runs.
Flores begann die Saison 2014 wieder bei den 51s, wurde Anfang April wieder ins MLB-Team berufen, anschließend aber nach nur einem Einsatz wieder ins AAA-Team zurückversetzt. Am 9. Mai kehrte er in den Kader der Mets zurück und kam von dort an den Rest der Saison regelmäßig zum Einsatz und absolvierte 78 Saisonspiele mit einem im Vergleich zum Vorjahr verbesserten Schlagdurchschnitt von .251, 29 RBI und sechs Home Runs.
In der Saison 2015 stand Flores erstmals am Opening Day in der Aufstellung der Mets, zeigte aber zu Saisonbeginn schwache Leistungen. Alleine im April unterliefen ihm sechs Errors und offensiv kam er nicht an seinen gewohnten Schlagdurchschnitt heran. Im Mai steigerte er sich und ihm gelang am 26. Mai sein erster Walkoff, ein Single gegen die Phillies, am 31. Mai folgte sein erster Walkoff-Homerun gegen die Nats. Flores beendete die Regular Season mit 59 RBIs in 137 Spielen bei einem Schlagdurchschnitt .263 und 16 erzielten Home Runs. Die Mets gewannen ihre Division und zogen in die Play-offs ein, so dass Flores zu seinen Post Season Einsätzen kam. In der National League Division Series 2015 gegen die Dodgers gelangen ihm in Spiel 2 seine ersten beiden Hits und er erzielte seine ersten Runs. In Spiel 4 der National League Championship Series 2015 gelang ihm ein Triple gegen die Chicago Cubs. In der World Series 2015, die die Mets mit 1:4 Spielen gegen die Kansas City Royals verloren, erzielte er sowohl in Spiel 3, als auch in Spiel 4 je einen Run. Über die komplette Post Season spielte Flores in 13 Partien, blieb ohne RBI und hatte mit 19,5 % einen recht niedrigen Schlagdurchschnitt.